# Jeu de la grenouille
Le jeu de la grenouille est un jeu de palets présent dans de nombreux pays d'Europe. Il est inscrit à l'inventaire du patrimoine culturel immatériel en France depuis 2012.

## Historique
Ce jeu fut proposé dès le XVIIIe siècle dans les guinguettes de Paris, puis il s'est répandu partout en France. De nos jours, il est pratiqué principalement dans le Nord de la France et notamment les estaminets, sous la forme d'une boîte avec des trous sur la partie supérieure, le trou central étant une grenouille la bouche ouverte. Ce jeu est aussi appelé le jeu du tonneau à cause du support utilisé.
Ce jeu est aussi très pratiqué dans plusieurs pays comme l'Espagne, la Bolivie, la Colombie, l'Argentine et le Pérou, où il est connu sous le nom de Juego del sapo (sapo signifiant crapaud en espagnol) ou Juego de la Rana (rana signifiant grenouille).

## Règles

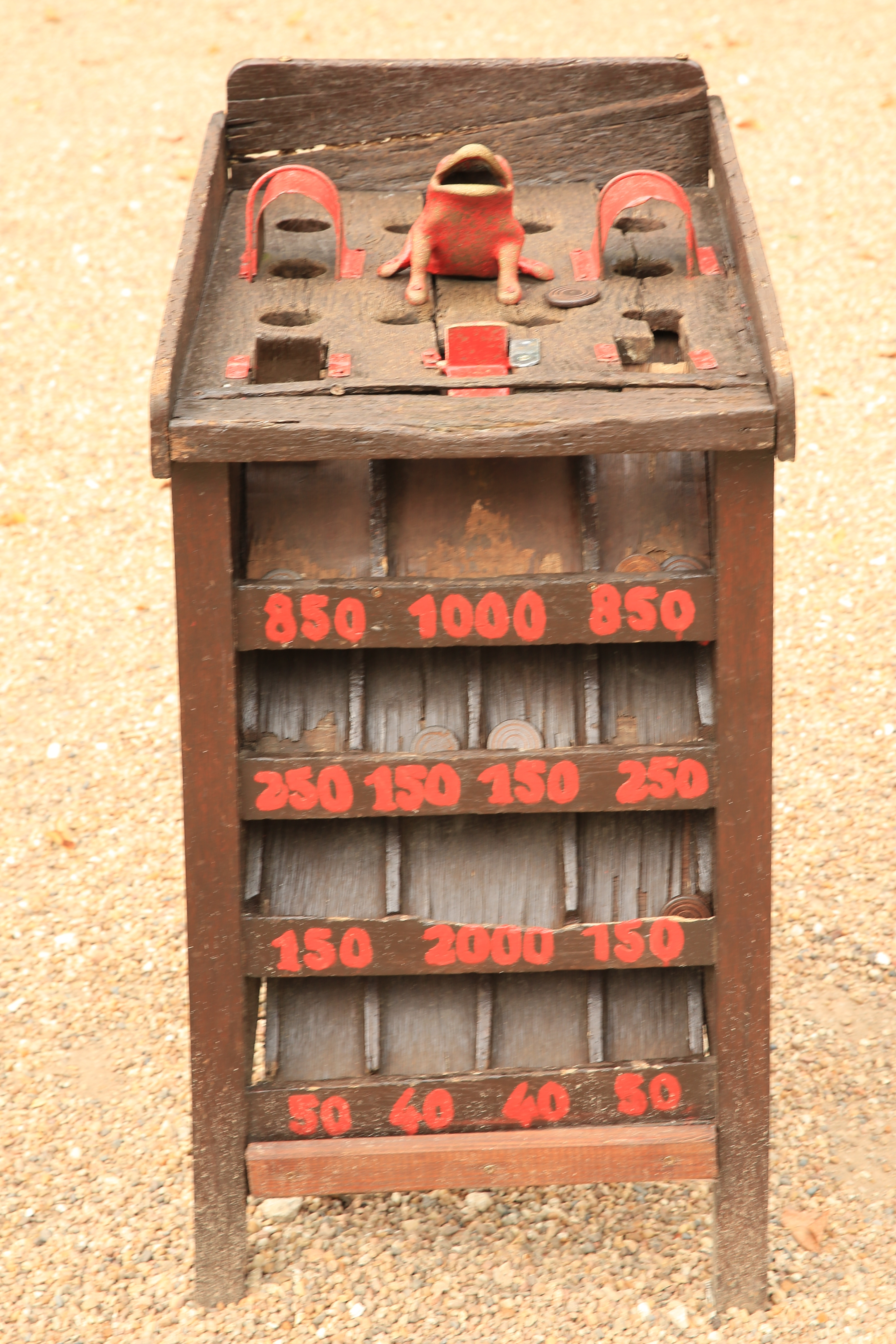
Espace de jeux traditionnels en bois à l'entrée du Domaine de Chanteloup près d'Amboise

Le joueur se place à environ 3 mètres du support et tente d'obtenir le maximum de points en jetant entre 5 et 10 palets en fonte. Le trou rapportant le plus de points est la grenouille, en règle générale 2000 points[réf. souhaitée].